# Charon (Software)
Charon (in Eigenschreibweise: CHARON) ist der Markenname einer Gruppe von Softwareprodukten, die als Emulatoren für verschiedene CPU-Architekturen dienen. Emuliert wird vor allem die DEC-Hardware PDP-11, VAX und AlphaServer, die unter anderem mit den Betriebssystemen Tru64 UNIX oder OpenVMS arbeitet. Inzwischen werden auch HP3000 und SPARC-basierte Systeme emuliert. Die Charon-Softwareprodukte werden vom Schweizer Softwareunternehmen Stromasys SA mit Sitz in Meyrin hergestellt.

## Produkte und Technik
DEC-Rechner sind trotz ihres teils beträchtlichen Alters noch vielfach im Einsatz. Auf ihnen werden in manchen Unternehmen Anwendungen betrieben, die als missions-kritisch und daher etwa betriebsnotwendig bezeichnet werden. Beispiele dafür sind Zentralanwendungen in Banken und Börsen oder Luftraumüberwachungssysteme. Durch die Alterung der Hardware und den Wandel der Anbieterlandschaft wird der Betrieb dieser Systeme auf der gewohnten Hardware schwieriger. Eine Komplett-Portierung auf neue Hardware, Betriebssystem und Programmiersprache incl. Bibliotheken und Schnittstellen ist hingegen sehr teuer und riskant. Eine Migration auf eine emulierte Umgebung ist daher ein Kompromiss, bei dem moderne Hardware oder virtualisierte Standard x86-Server genutzt werden können, ohne das funktionierende Betriebssystem und die Anwendungsumgebung verlassen zu müssen.
Die Emulatoren, die unter den Bezeichnungen CHARON-AXP und CHARON-VAX vertrieben werden, sind eine Kombination aus einer virtuellen Maschine und Hardware Abstraction Layer. Sie verwenden die Microsoft-Windows-Plattform und Linux als Wirtsystem und können sowohl PDP-11 und VAX, als auch Alpha Server virtualisieren. Zuerst wird dabei auf der Windowsebene eine dem alten System entsprechende Konfiguration erstellt. CHARON verhält sich später wie ein physikalischer Server. Dann kann das Betriebssystem und die dazugehörigen Anwendungen, die vorher auf der realen Hardware liefen, auf die virtuelle Maschine migriert werden. Auf diese Art ist weder eine Änderung des Source Codes noch ein Upgrade des Betriebssystems notwendig.
Das IT-Marktforschungsunternehmen Gartner bezeichnete die CHARON-Produkte 2010 als klar führend in der Emulation von Alpha- and VAX-Systemen. Der CHARON-Hersteller Stromasys sei neben Transitive (seit der Übernahme durch IBM 2008: IBM PowerVM) führend in der Mainframe-Emulation insgesamt.

## Produktname
Alle Produktnamen der Firma sind aus der griechischen Mythologie entliehen. Charon war im antiken Griechenland der Fährmann, der die Toten über den Fluss zum Hades bringen sollte. Der Emulator der Firma Stromasys virtualisiert die alte DEC-Hardware, während OpenVMS unverändert weiter arbeitet. Im übertragenen Sinne „rettet“ CHARON die Daten auf diese Weise über den Verfall der Hardware und macht sie für die Zukunft weiter verwendbar.

## Hersteller
Nach der Übernahme der Digital Equipment Corporation (DEC) durch Compaq 1998, welche ihrerseits 2002 von Hewlett-Packard übernommen wurde, kaufte der ehemalige Manager Robert Boers das DEC European Migration and Porting Center. Daraus entstand die Firma Software Resources International. Zu Beginn bot die Firma Service für Migrationsprojekte an. Nachdem die Firma einige Zeit Migrations-, Portierungs- und VMS-Systementwicklungsprojekte durchgeführt hatte, erkannte man den Bedarf an Emulatoren für die VAX-Architektur. Auf den ersten VAX-Emulator folgte die Entwicklung weiterer Emulatoren für PDP-11, VAX und Alpha Server. 2008 benannte sich die Firma in Stromasys SA um, eine Aktiengesellschaft nach Schweizer Recht. Derzeit beschäftigt das Unternehmen rund 50 Mitarbeiter. Das 1998 gegründete Unternehmen wird weiterhin von Robert Boers als CEO und VR-Präsident geführt.